# Felsen und Hangwälder in der Fränkischen Schweiz
Felsen und Hangwälder in der Fränkischen Schweiz este o arie protejată (arie de protecție specială avifaunistică — SPA) din Germania întinsă pe o suprafață de 6.929,61 ha, integral pe uscat.

## Localizare
Centrul sitului Felsen und Hangwälder in der Fränkischen Schweiz este situat la coordonatele 49°48′56″N 11°18′24″E / 49.8156°N 11.3067°E.

## Înființare
Situl Felsen und Hangwälder in der Fränkischen Schweiz a fost declarat arie de protecție specială avifaunistică în septembrie 2006 pentru a proteja 13 specii de animale.

## Biodiversitate
Situată în ecoregiunea continentală, aria protejată nu include niciun habitat protejat.
La baza desemnării sitului se află mai multe specii protejate de  păsări (13): pescăruș albastru (Alcedo atthis), buha (Bubo bubo), porumbel de scorbură (Columba oenas), ciocănitoare neagră (Dryocopus martius), Falco peregrinus peregrinus, șoimul rândunelelor (Falco subbuteo), capîntortură (Jynx torquilla), sfrâncioc roșiatic (Lanius collurio), grangur (Oriolus oriolus), viespar (Pernis apivorus), ciocănitoare verzuie (Picus canus), silvie de câmp (Sylvia communis), Tachybaptus ruficollis ruficollis.